# Alvados e Alcaria
Alvados e Alcaria (oficialmente: União das Freguesias de Alvados e Alcaria) é uma freguesia portuguesa do município de Porto de Mós, com 33,31 km² de área e 731 habitantes (censo de 2021). A sua densidade populacional é 21,9 hab./km².

## História
Foi constituída em 2013, no âmbito de uma reforma administrativa nacional, pela agregação das antigas freguesias de Alcaria e Alvados e tem a sede em Alvados.

## Demografia
A população registada nos censos foi:
| Distribuição da População por Grupos Etários | Distribuição da População por Grupos Etários | Distribuição da População por Grupos Etários | Distribuição da População por Grupos Etários | Distribuição da População por Grupos Etários | Distribuição da População por Grupos Etários |
| -------------------------------------------- | -------------------------------------------- | -------------------------------------------- | -------------------------------------------- | -------------------------------------------- | -------------------------------------------- |
| Antes da agregação                           |                                              |                                              |                                              |                                              |                                              |
| Ano                                          | 0-14 anos                                    | 15-24 anos                                   | 25-64 anos                                   | >= 65 anos                                   | Total                                        |
| 2001                                         | 96                                           | 100                                          | 388                                          | 230                                          | 814                                          |
| 2011                                         | 93                                           | 61                                           | 364                                          | 223                                          | 741                                          |
| Após a agregação                             |                                              |                                              |                                              |                                              |                                              |
| Ano                                          | 0-14 anos                                    | 15-24 anos                                   | 25-64 anos                                   | >= 65 anos                                   | Total                                        |
| 2021                                         | 75                                           | 69                                           | 339                                          | 248                                          | 731                                          |

## Património
- Fórnea (Alcaria)
- Igreja de N. Sra. da Consolação (Alvados)
- Igreja Matriz de N. Sra. dos Prazeres (Alcaria)
- Capela de S. Silvestre (Zambujal de Alcaria)
- Fontanários (Toda a freguesia)
- Lavadouro de Alcaria (Alcaria)
- Ponte Celta (Alcaria)
- Grutas de Alvados e de Sto. António (Alvados)
- O Velho da Morada (Barrenta)

## Localidades
- Alcaria
- Alto de Alvados
- Alvados
- Barrenta
- Carrascos
- Carriço
- Casas dos Riscos
- Castanhal
- Fórnea
- Orcário
- Portela de Baixo
- Portela de Cima
- Zambujal de Alcaria